# Жанакала (Бухар-Жирауський район)
Жанакала́ (каз. Жаңақала) — село у складі Бухар-Жирауського району Карагандинської області Казахстану. Входить до складу Петровського сільського округу.
Населення — 287 осіб (2021; 373 у 2009, 408 у 1999, 448 у 1989).
Національний склад станом на 1989 рік:
- казахи — 100 %.

Станом на 1989 рік село називалось Жана-Кала.